# Damanhur
|  | Denne artikel er om den egyptiske by. Se Føderationen Damanhur for det italienske samfund. |
Damanhur er en by i Nedre Egypten og hovedstad i guvernementet Al Buhayrah. Den ligger 160 km nordvest for Cairo og 70 km østsydøst for Alexandria i midten af vestlige nildelta. Der er 242.700 indbyggere (2011)
I det gamle Egypten var byen hovedstad i Nedre Egyptens 7. nome. Den var placeret ved breden af en kanal som forbandt søen Mareotis med kystbyen Canopus ved Nilens vestligste arm. Byen var tilegnet guden Horus
I græske og romerske tider blev byen kaldt Hermopolis Mikra eller Hermopolis Parva, efter Hermes.